# シヌグ
シヌグは、沖縄本島とその周辺島嶼、および鹿児島県奄美群島の一部に伝わる豊年祈願の年中行事の一つ。「シニグ」とも呼ばれる。

## 概要
詳しい起源はわかっていないが、何かの意味をもって教えられてきたもので、琉球の古歌にも多くシヌグがみられることから発祥は古いものだとみられている。
行事の内容は村により異なるが、害虫や害獣を駆除する祓いの要素が見られる。旧暦7月の亥の日に行う土地が多いが、6月や8月に催される場所もある。沖縄県国頭郡国頭村安田（あだ）のシヌグは1978年（昭和53年）5月22日に国の重要無形民俗文化財に指定されている。
「シヌグ」の語源については、「災厄を凌ぐ」という説、踊りという説、「忍ぶ」という説など諸説ある。

## 安田のシヌグ
沖縄県国頭郡国頭村安田では、現在でもシヌグが大規模に行われている。安田のシヌグは、隔年で男中心の「ウフシヌグ」(大シヌグ）と女中心の「シヌグンクヮー」(シヌグ小）が交互に催される。
行事の2日前、各家から米を集めて25歳以下の男女が神酒を造り、当日午前10時頃に神人が神アシアゲで祈願、それを終えるとウフシヌグは男性によるヤマヌブイ（山登り）と女性によるウシンデーク（臼太鼓）を成す。

### ヤマヌブイ
正午に6歳から50歳ほどまで村の男たちが「ガンシナー」（藁でできた輪）を頭や腰に巻き、ゴンズイなどの植物を差して現れ、三方向に分かれ山に登っていく。ゴンズイには赤い実がついており、これが魔除けとなる。男たちは山の中でシダやつる草を体に巻き、小枝を杖のように持つ。そろって山と海に祈りを捧げ、太鼓に合わせて山の中の窪地の周囲を回る。太鼓に合わせ、全員で「エーヘーホーイ」と掛け声を上げ、窪地の地面を小枝で叩く。
午後1時、太鼓の男を先頭に一列になり、「エーヘーホーイ」と唱和しながら山を降りる。字内の女たちは酒を持って出迎え、男たちには山の神のセジ（霊力）がついていると信じられ、三方から集落に合流した男たちは女たちを太鼓を持って廻りつつ時折「スクーナーラーデー」と唱えて小枝で叩く真似を3回して（祓いの意味があるとされる）男は持っていた木を女に渡し、女は酒を振る舞う。次に家を廻って「エーヘーホーイ」と唱えて最後は海岸に出て海と山に祈りを捧げ、身につけていた草木を脱ぎ海水で身を清める。草木はここで流して神アシアゲに戻り、神人がオモロを歌い神酒を捧げて祈願してから田草取りの真似を男女別に行い、ヤマヌブイは終わる。
かつては田草取りの真似の後に角力が行われ、男が女に必ず負けることになっていたが角力自体が省かれるようになった。

### ウシンデーク
午後6時、神アサギのある広場に村人が集まり、ビールや泡盛などが配られる。独特の衣装の男たちが田の草をとる動作をしながら広場を一回りする（タンクサトエー）。さらに同じ男たちが長い丸太で神アサギの屋根を突き刺す（ヤハーリコー）。これは船の進水を意味すると言われる。
この後、白い着物に白鉢巻をした数人の女たちが、小太鼓に合わせて輪になって歌いながら踊る。初めは静かにゆっくりと踊るが、30分ぐらいすると急にテンポが早くなり、動きも激しくなる。やがて鉢巻を外して小走りになり、やがて徐々に姿を消して行く（ウシンデーク）。
最後は男女が入り混じってカチャーシーを踊り、終了する。

## 辺土のシヌグ
国頭村辺土では旧暦7月20日の後の亥の日に行われる。イキーウガミとも呼ばれ男の節句だともされる。
行事前日の午後、13歳以下の男子1人が太鼓を打ちならしながら各家を廻って「ウーエーヒャー」と唱えると他の1人が「ナレーナレーク」と返す。行事当日、シル(男の神人)と他の男たちは高ンナ(御願所)で御願、みなでシヌグ場と呼ばれるところへ移りまた御願、シルはここで仮屋を建てて2泊、女の神人は全員で神アシアゲで2泊、ここで饌を作って神の供える。同じ日、昼と夜に7回ずつウシデークを踊る。シヌグ場で御願を終えた男たちは盆踊りをしながら神アシアゲまで行列をなし、着くと男女ともに踊ってその日は帰る。終わりの節句の日に女たちがシヌグ場の大シルら親方らを杵を持って担いで仮屋から出し、男たちはアシアゲの座に席を設けて着く。そして女たちはウシデークを踊り、それが終わると男女で舞い、再来年にまた行うことを取り交わして終える。

## 汀間のシヌグ
久志村字汀間(現在の名護市字汀間)では住民総出で牛馬を曳いて浜に集合、行事当日は火を消して煙を少しでも立ててはならない。朝、ノロクモイは祝女殿で害虫が蔓延しないように、五穀豊穣を願う。
かつてはこのシヌグに関わる男は賦役を免除されたが後に1日若干量の賃金が与えられるようになった。行事当日は1日中浜で過ごし、満潮になれば各家へ帰ることができる。

## 崎本部のシヌグ
国頭郡本部町崎本部では旧暦7月20日から3日間行われ、20日はイェービと言い、6人の男神がシギシハイ毛へ集合、3人ずつに分かれて南と西へ向かって太鼓を打ちならしながら各家を廻って祈願、「ハンジャネートハー」と唱えて上座敷に行き、「オモイ」を歌ってそれが終わらないうちに台所でまな板を打ちならして帰る。太鼓の音が聞こえると外にいる者は家に帰らなければならないが、神人に出くわすことは忌み嫌われているため見つからないように戻り、居留守の場合は奥の部屋へ逃げる。それから神アシアゲで円陣を作って各家で歌い残したオモイの続きを歌い、途中で2人の神人が棟に吊り上げておいた乾魚を突き落とし、落とした神人が戴き、家に帰る。
翌日の夕方、神人はアシアゲに集合、背の高い青年2人を選んで、御膳に餅を載せて頭上に捧げ、神人と円陣で廻る。そばの青年らは争うようにその周囲を巡ると同時に筵を被って亀を捕まえるなどの真似をする。終えると神人は汀間西端のヒコバナ海へ行く。帰ってきた神人は青年らが作った桟敷に席を取り、各家から納められた餅が配られ、戴く。
かつてヒコバナ海では水中に浸かって身を清めていたが神人が溺死したことで単に海へ行くだけになった。

## 渡久地のシヌグ
本部町渡久地では7月に6日間行われ、初日の7月17日は「ミヤゴミ」と言い、2、3日前に各家から米穀類を集めて神酒を造り、当日に祝女や神人は神アシアゲに集合、神酒を捧げて祈願。2日目は「ザレー」と称して祝女や神人が川を拝する。3日目「バイ」は笹の葉で包まれた餅と港からの魚を神人がアシアゲでつきあわして神前に捧げる。4日目に行われる「オオグヮーン」は神人が倒した木を曳く真似をして、一般人と神アシアゲで一緒に祈願。5日目の「カンラレー」は字の小路を練り歩く。最後に神人がアシアゲで歌って円陣を作ってシヌグ踊りを行う。
かつて「カンラレー」は各家で神人が祈願していた。

## 安波のシヌグ
国頭村字安波では7月の亥の日に行われ、かつては5日かけていたが後に3日になった。行事の前日に「イキィー拝み」と呼ばれる神人が祝女殿内で祭神を拝み、字内から選ばれた1人の男が神人に盃を捧げ、男の兄弟を意味するイキィーの力量や徳行を称える挨拶をしてから盃を交わして別れる。行事当日、早朝に祝女は多くの神人を連れて字の創始神のヌー神(マシラリの神、とも)を祭り、御酒と御花米を伴って拝して神アシアゲに戻り、ここでも同じ拝し方をして午前を終える。午後4時頃、アシアゲの庭に字内全員集合して祝女に従って一同祭神を拝み、みなが持ってきた酒肴を開く。酒宴の途中で数名の女が男の元へ行き、自分らの仲間を男が奪い取った、との意味の言葉を話しかけて大騒ぎを演じながら男を縄で縛る。これは略奪結婚の風習の名残だとされ、後は各自帰る。「ウスダイコ」の日には午後4時頃、酒肴を持ってアシアゲの庭に集合、祈願することなく神人は普段着で訪れ、字内の女のウスダイコ踊りを見る。

## 久高島のシヌグ
久高島では2回シヌグが行われる。
1. 3月29日 - ハマシーグ（浜シヌグ）と呼ばれ、夏の作物の害虫を祓う。
2. 7月29日 - ヤーシーグ（屋シヌグ）と呼ばれ、冬の作物のための祓をする。